# Apple T1

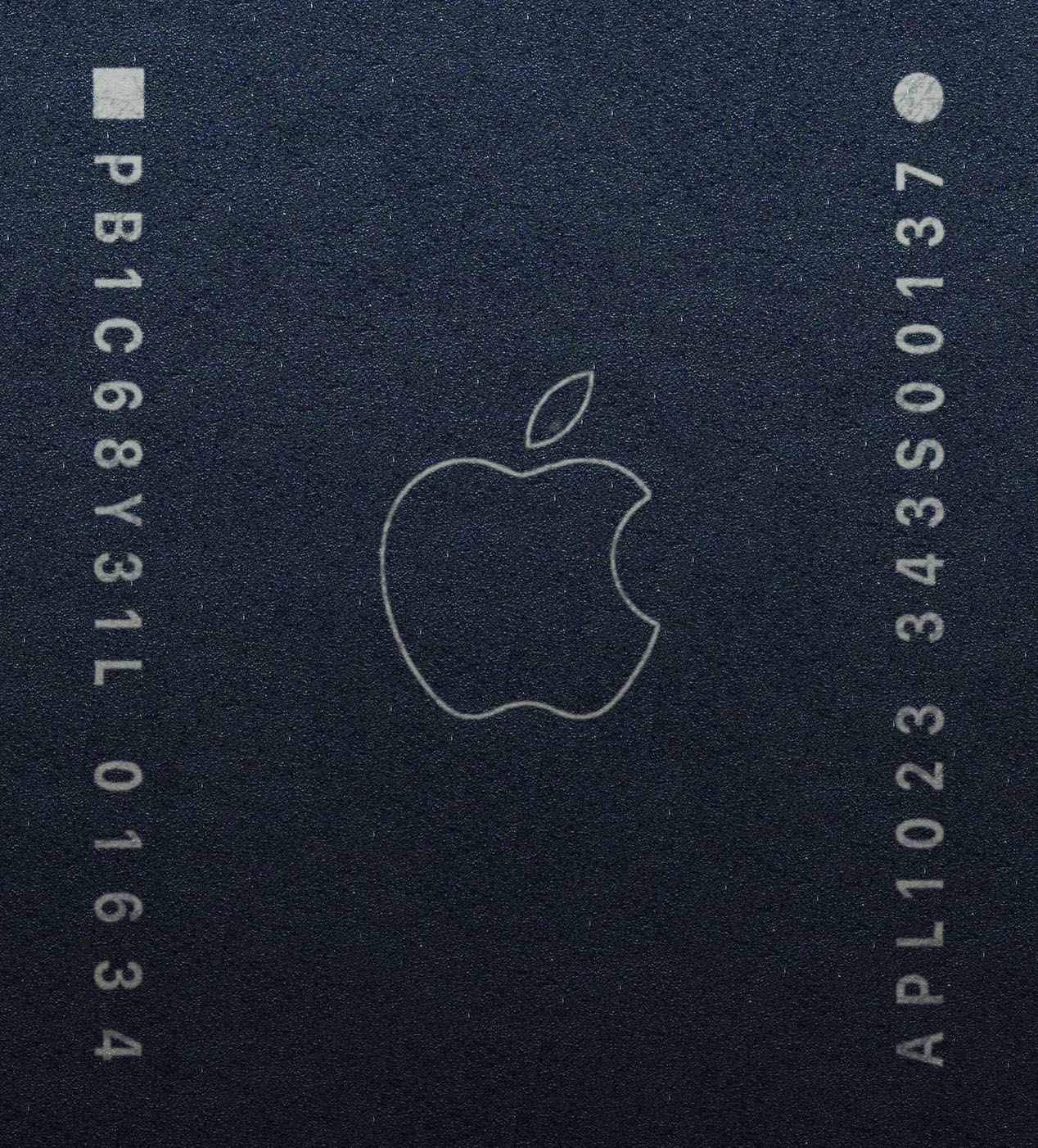
Apple T1

Der Apple T1 ist ein System-on-a-Chip (SoC), entwickelt von Apple Inc. Er wurde im Rahmen der Vorstellung der neuen MacBook-Pro-Modelle mit Touchbar am 27. Oktober 2016 angekündigt. Die Hauptaufgabe des Chips ist der Betrieb der Touchbar in den MacBooks und die bereits vom iPhone und iPad bekannte Touch-ID-Funktion, eingelassen in den rechten Rand der Touchbar, zu ermöglichen.
Der Chip sorgt auch für eine erweiterte Sicherheit. Da der Touch-ID-Sensor auch als An/Aus-Schalter fungiert, kann der T1 hier als eine Art Türsteher agieren, weil das Subsystem teilweise unabhängig von macOS läuft und den Nutzer vor dem vollständigen Booten authentifizieren kann.